# محطة تلفزيون

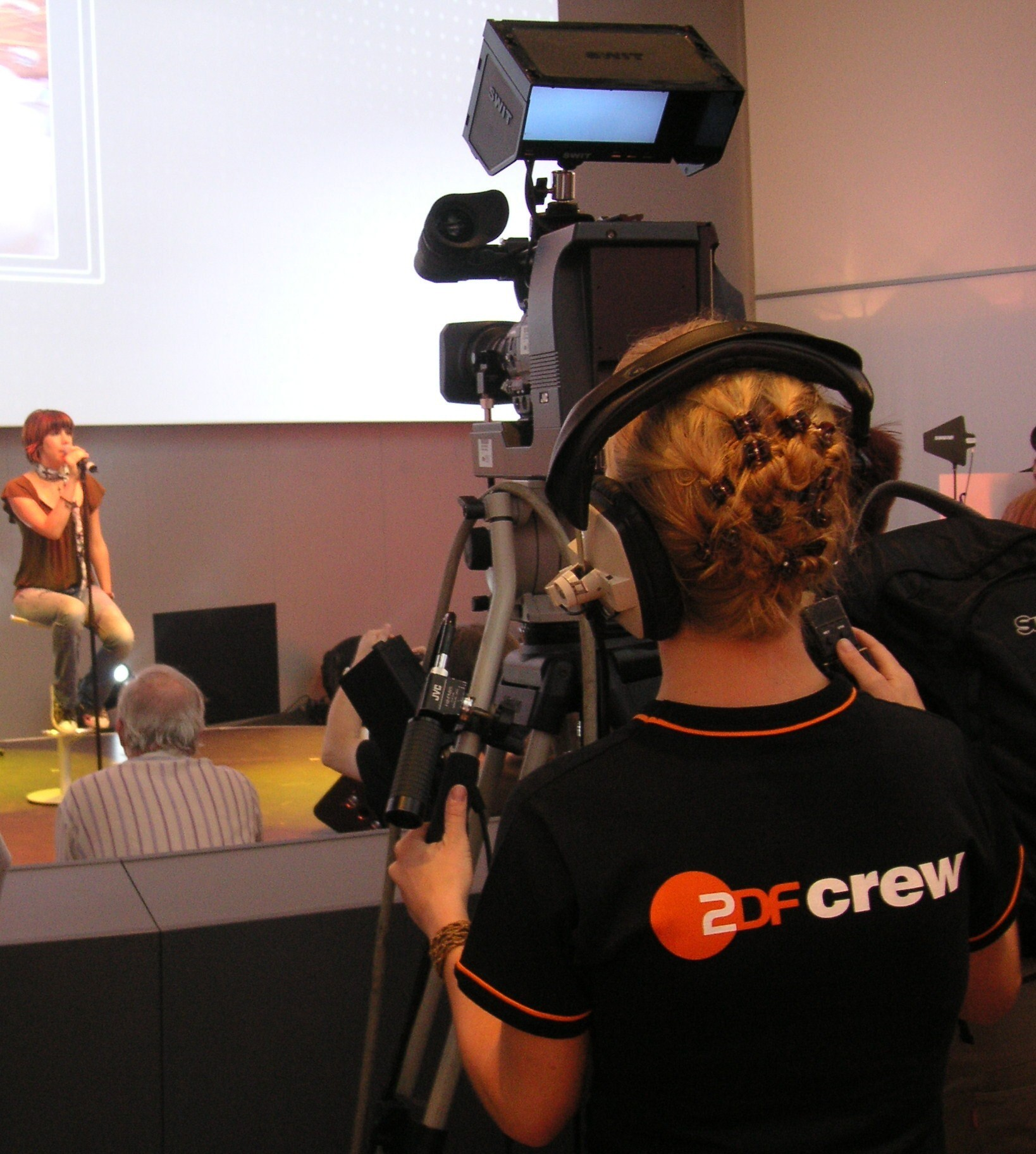

محطة التلفزيون تتبع مؤسسة إعلامية تملكها، ومهمتها بث مجموعة من الأعمال وبرامج المرناة (التلفزيون ) سواء بصورة مباشرة على الهواء أو معلبة في تسجيلاتها سابقا ومستخرجة من الأرشيف. وقد تكون هذه البرامج من إنتاجها أو برامج تعاقدت على شراء حقوق بثها.
ويمكن لهذه المحطة أن تتخصص في مجال بثها في موضوع محدد وإلى فئة محددة من المشاهدين أو أن تكون عامة في مضمونها وتهدف عموم المشاهدين. كما يمكن لهذه المحطة أن تتبع مؤسسة ربحية في القطاع الخاص أو مؤسسة حكومية أو رسمية أو مؤسسة ذات نفع عام لا تعتمد الربح المادي كأحد أهدافها.